# الشركة الإفريقية للطيران
الشركة الإفريقية للطيران هي شركة طيران جهوية في جمهورية الكونغو الديمقراطية، تتخد من مطار ندجيلي مركزاً لعملياتها. وهي مسجلة ضمن قائمة شركات الطيران المحظورة في الاتحاد الأوروبي.

## الوجهات
تُسير الشركة رحلات داخلية في جمهورية الكونغو الديمقراطية.